# Міжнародна допомога Україні (з 2014)
Міжнародна допомога Україні — військова, економічна і технічна допомога, інші види сприяння, що надаються Україні міжнародним співтовариством з часів Революції гідності. Міжнародна допомога і сприяння здійснювалось в межах міжнародних договорів з окремими країнами та організаціями.

## Економічна допомога
Станом на квітень 2014 року, Сполучені штати Америки надали Україні безпекової допомоги на загальну суму понад 2 млрд дол. Транш за квітень 2021 року був на суму 7,85 млн доларів для вдосконалення управління і зв'язку, а також запасних частин та агрегатів до автомобілів, медичного обладнання, й тактичного спорядження.

### Економічна допомога від Європейського Союзу
Економічна допомога від Європейського Союзу здійснювалась, у тому числі, в рамках Угоди про асоціацію між Україною та Європейським Союзом.
Режим економічного сприяння зовнішній торгівлі України окремими країнами ЄС призвів до істотного збільшення обсягів експорту на ринок ЄС з України. На літо 2018 на ЄС припадало 42 % зовнішньої торгівлі України. На 2013 рік на ЄС припадало 25.5 % і 35.1 % для експорту і імпорту відповідно. При цьому істотно покращилась товарна структура та співвідношення зовнішньоторговельного балансу. Так, станом на 2013 рік сальдо зовнішньої торгівлі становило -10.27 %, на 2016 — -1.7 %.
Станом на середину 2018 року Європейський Союз надав Україні найбільший пакет фінансової підтримки для країн поза ЄС за всю свою історію в розмірі понад 13 млрд євро.
У грудні 2021 року Рада ЄС ухвалила рішення про виділення 31 мільйон євро підтримки Збройним Силам України у рамках Європейського фонду миру (EPF). Транш буде виданий впродовж трьох років. Фінансуватимуть військові медичні підрозділи, зокрема польові госпіталі, інженерні, мобільні та матеріально-технічні підрозділи, а також підтримку щодо кіберзахисту.

## Технічна допомога

### Надавачі допомоги
У І-му півріччі 2017 року найбільшими за обсягами фінансування проектів технічної допомоги, були:
- США — 1,5 млрд дол. США (104 проекти);
- ЄБРР — 671,1 млн дол. США (39 проектів);
- ЄС — 326,5 млн дол. США (139 проектів);
- Німеччина — 206,9 млн дол. США (26 проектів);
- Канада — 150,3 млн дол. США (20 проектів);
- Японія — 20,9 млн дол. США (7 проектів).

### Технічна допомога від Європейського Союзу
Станом на 2018 рік в Україні здійснюється 200 проектів технічної допомоги ЄС на загальну суму близько 262,7 млн євро. Було започатковано 5 програм секторальної бюджетної підтримки ЄС на загальну суму 244 млн євро:
- сприяння взаємній торгівлі шляхом усунення технічних бар'єрів у торгівлі між Україною та Європейським Союзом (45 млн євро, бенефіціар — Мінекономрозвитку, департамент технічного регулювання, термін впровадження програми 21.12.2009 — 21.12.2016);
- підтримка впровадження транспортної стратегії України (65 млн євро, бенефіціар — Мінінфраструктури, термін впровадження програми 21.10.2010 — 21.10.2016);
- підтримка впровадження Стратегії національної екологічної політики України (35 млн євро, бенефіціар — Мінприроди, термін впровадження програми 21.12.2010 — 21.10.2015);
- підтримка політики управління кордоном в Україні (66 млн євро, бенефіціар — Держприкордонслужба, Держмитслужба, термін впровадження програми 31.10.2011 — 31.10.2017);
- продовження підтримки реалізації Енергетичної стратегії України (45 млн євро, бенефіціар — Міненерговугілля; термін впровадження програми 20.12.2013 — 20.05.2020).

В 2016 році обсяг отриманої Україною міжнародної технічної допомоги становив 1.25 млрд доларів, в 2017 році — 924,32 млн доларів.

## Військова та гуманітарна допомога

### Проблеми з постачанням військової допомоги

#### США
5 вересня 2014 сенатор США Джон Маккейн звинуватив адміністрацію Барака Обами у недотриманні Будапештського меморандуму, згідно з яким США погодилися гарантувати суверенітет і територіальну цілісність України в обмін на її відмову від ядерної зброї. Окрім того, американський сенатор висловив упевненість, що Путін продовжить агресію щодо України.
22 листопада 2014 року речник Пентагону, полковник Стів Воррен заявив, що військове відомство США поставило в Україну три легких системи з протидії мінометному вогню. Всього Україні має бути надано 20 партій таких систем. С. Воррен підкреслив, що США не накладає обмежень щодо використання американського озброєння для боротьби у зоні АТО. Радарні системи були надані Україні безкоштовно, в рамках пакету неповоротної допомоги від США обсягом $118 мільйонів.

23 січня 2015 року сенатор США Джон Маккейн у черговий раз закликав президента США Барака Обаму надати Україні летальною зброєю.
|  | Для президента настав час, щоб продемонструвати дух рішучості, надавши Україні допомогу летальною зброєю, якої вона потребує для захисту. Недотримання цієї вимоги буде чіткою ознакою слабкості не тільки для Путіна, але і для потенційних агресорів у всьому світі. |

За час адміністрації Дональда Трампа американська військова допомога невпинно зростала, досягаючи понад 800 мільйонів доларів. Україна нарешті почала отримувати від США летальне озброєння, в тому числі славетні «Джавеліни» з 2018 року. Американські військові інструктори постійно проводять навчання українських військ на Яворівському та Широколанівському полігонах.
8 червня видання Foreign Policy повідомило, що обережність США щодо постачання важких озброєнь обумовлена небажанням ескалації з Росією. Зокрема, було заблоковано постачання тактичних ракет ATACMS, виходячи з побоювань, що вони можуть бути використані проти цілей на території РФ. Україна готова була дати зобов'язання щодо відповідних обмежень у використанні, але це не допомогло. Подібний підхід США викликав критику у військових експертів.
17 червня Reuters повідомило про те, що план з продажу Україні чотирьох важких безпілотників MQ-1C Grey Eagle, які можуть бути озброєні ракетами Hellfire, припинено на заперечення Пентагону. На думку відомства, їхнє обладнання може потрапити до рук Росії, що може створити загрозу безпеці США. Раніше видання Politico повідомляло, що труднощі з постачанням цих безпілотників пов'язані із навчанням українських військових роботі з дронами та їх технічним забезпеченням.

#### Німеччина
Провідні німецькі політики звинувачували німецького канцлера Олафа Шольца у гальмуванні постачання зброї Україні. 23 травня оборонний концерн Rheinmetall заявив що уряд Шольца блокує постачання ЗСУ 100 бойових машин Marder. 28 травня президент Польщі Анджей Дуда звинуватив Берлін у порушенні обіцянки щодо постачання сучасних німецьких танків Leopard, якими Берлін обіцяв замінити відправлені в Україну радянські танки. 1 червня Німеччина запропонувала схему, згідно з якою Афіни постачатимуть Україні радянські бронетранспортери БМП-1 в обмін на модернізовані й відремонтовані німецькі БМП Marder, однак Греція заявила що постачання озброєння відповідно до німецької схеми займає багато часу і є надто заплутаним. 6 червня видання Bild заявило що влада Німеччини боїться, використанням України німецьких танків для вторгнення в Росію. Проблеми виникли і в передачі Flakpanzer Gepard, які не мають достатньої кількості боєприпасів.

#### Швейцарія
У квітні вона наклала вето на реекспорт боєприпасів швейцарського виробництва для зенітних самохідних установок Gepard, які Німеччина планує відправити до України.
Також було відхилено прохання Польщі надати зброю для допомоги Києву.
1 червня Reuters повідомило, що уряд Швейцарії заблокував поставку Україні колісних броньованих машин Piranha III швейцарського виробництва з Данії. У Швейцарії пояснили заборону тим, що країна дотримується нейтралітету і не постачає зброю в зони конфлікту. Також країна вимагає, щоб інші держави отримували від неї дозвіл на реекспорт військової техніки та озброєння, які вироблені швейцарськими оборонними компаніями. Державний секретаріат з економічних питань (SECO) відхилив пропозицію Данії надати Україні бронетехніку. Данія планувала відправити до України близько 25 колісних бронетранспортерів Piranha III.

#### Ізраїль
26 травня стало відомо що Ізраїль відмовився постачати України протитанкові ракети Spike.

#### Угорщина
25 березня Угорщина заявила про відмову надати Україні свою територію для постачання зброї.
5 липня міністр закордонних справ Угорщини Петро Сійярто заявив, що Угорщина не постачає зброї в Україну, бо хоче забезпечити безпеку 150 тисяч етнічних угорців, які проживають на кордоні між цими державами. Оскільки транспорт зі зброєю є метою російських військ і ми не хочемо, щоб вони стріляли районами проживання угорців, — заявив глава МЗС.

## Інші види допомоги

### Знищення російських військових іншими країнами

#### Азербайджан
9 листопада 2020 року в ході другої карабахської війни З ПЗРК було збито російський гелікоптер Мі-24 на вірменській території на кордоні з Азербайджаном в результаті загинули двоє льотчиків, ще один постраждав.
Під час військової операції Азербайджану в Карабаху у вересні 2023 було обстріляно машину, де загинуло декілька російських військових, які були частиною миротворчого контингенту. Серед них був і заступник командира підводних сил Північного флоту Росії з військово-політичної роботи, капітан 1-го рангу Іван Ковган. Президент Азербайджану Ільхам Алієв вибачився перед Путіним за це.

## Проблеми використання отриманої допомоги
Основною проблемою використання допомоги є нестача достатньої кількості проектів під донорські гроші та єдиного агентства, яке б займалось їх координацією.